# Oskar Huemer
Oskar Huemer (* 31. August 1916 in Lasberg; † 30. März 1993 in Wien) war ein österreichischer Politiker (VdU/SPÖ) und Beamter. Er war von 1949 bis 1953 Abgeordneter zum Österreichischen Nationalrat.
Huemer besuchte nach der Volksschule das Stiftsgymnasium Kremsmünster und wechselte danach ans Gymnasium der Abtei Schlierbach, wo er 1936 die Matura ablegte. Er studierte in der Folge Rechtswissenschaften an der Universität Wien und war beruflich als Finanzbeamter der Finanzlandesdirektion Linz tätig. Er war ab 1949 Mitglied des Bundesvorstandes des Verbands der Unabhängigen sowie Obmann des Landesausschusses für Gewerkschafts- und Sozialpolitik in Oberösterreich. Er vertrat seine Partei ab dem 8. November 1949 im Nationalrat, war jedoch bereits ab dem 18. Februar 1950 bis zu seinem Ausscheiden am 18. März 1953 ohne Klubzugehörigkeit. Er war später von 1963 bis 1968 Mitglied der SPÖ und ab 1980 Mitglied im Bund sozialistischer Akademiker. Huemer wurde am Baumgartner Friedhof (Gruppe 21, Reihe 218) bestattet.